# Svalen
Svalen. Et Skjærsommermorgens-Eventyr for Mødre, som have mistet Børn er et digt skrevet af Henrik Wergeland i sommeren 1841. Det veksler mellem poesi i Wergeland-stroké og afsnit i poetisk prosa. Selv kalder digteren Svalen for et eventyr. Digtet er da også eventyrlig på lignende måde som Jan van Huysums Blomsterstykke er det.

## Baggrund og indhold
Baggrunden for digtet er, at Henrik Wergelands søster Augusta havde mistet sin lille datter, Alette, der var opkaldet efter sin bedstemoder, Henriks og Augustas moder. Undertitlen er Min Søster Augusta paa Jelsø fortalt.
Digtet er et af Wergelands kønneste, og skildrer hvorledes digteren står op tidligt om morgenen for at prise Gud og skaberværket, men må indse, at en svale dog var ude før ham. Han ser, at svalen bærer to tindrende dråber på spidserne af sine vinger, og han undrer sig over, hvad formålet med dråberne er:
Yderst udpaa Svalens spændte
spidse Vinger
tindred med en Glands, der blændte,
tvende Draaber ætherrene,
uden dog, hvor kjækt den svinger,
ned at rinde derifra.
Regnens Dryp paa Træets Grene,
Barnets Graad, Krystallen klar
sorte Kul imod dem var,
saa jeg tænkte: har den da
i en Lysets Kilde taget
sig et Bad alt før det daged?
Rosenbusken på sommerengen forklarer ham, at de er ment som lindring for dyb sorg: «Nu svæver den fyrige Utrættelige rastløs ud over Verden, udover Menneskene, for at dryppe sine Balsamdraaber i det dybeste Saar.» (sic)
Digteren følger med visionært blik svalens flugt ud over verdenen, mens den leder efter den størst tænkelige sorg for at lindre den. Svalen opfanger ulige former for menneskelig nød, men vælger til slut at skænke «Trøstens Balsam», til en sørgende moder, der har mistet sit barn.
Rosenbusken fortæller, at svalen har søgt ly i buskens indre, og bærer dugdråber fra dens blad på sine vinger. Og idet busken løfter sine grene, afdækkes en grav, hvor en moder i ensomhed har begravet sit barn. Busken meddeler, at den selv er groet op af et frø, som er hentet af en svale i Bethania, hvor Jomfru Maria engang sørgede over den døde Jesus.
Og digteren får mere at vide: ««Hvad du har seet» – svarede Rosenbusken med sin skjønneste Knop – «er kun et Billede paa det Himmelske. Svalen bader sig i min straalende Dugg, og fører min duftende Balsam udover Engen, men Trøstens Balsam kommer fra den himmelske Kjærlighed, der omspænder Verden ligesom mit Rosenhegn begrændser denne Mark.»» (sic)
Digteren forstår omsider, og hilser sin søster Augusta med, at svalen nok var et himmelsk sendebud og ingen anden end søsterens egen datter, Alette, der ville bringe himmelsk trøst til sin moder.
Digtet har i mange år tilhørt det faste repertoire ved Wergeland-stevnet på Tangen i Stange, gerne fremført af småpiger.
Specielt populært blandt de alleryngste er åbningsstrofen:
Salig, salig er den Skabning,
baade Menneske og Dyr,
som, det første Dagen gry’er,
endnu medens Nattens hvide
bløde Taager sig fornøje
med langs Bækkene at glide,
førend langsad Østens Høje
Solens Leir af Purpursky’er
sine Telterækker spænder,
Gud den første Hilsen sender,
første Hilsen, første Lyd
af det Skabtes Tak og Fryd!